# Casa Gabaldà
La Casa Gabaldà és una obra amb elements renaixentistes d'Arnes (Terra Alta) inclosa a l'Inventari del Patrimoni Arquitectònic de Catalunya.

## Descripció
Casa de gran superfície, amb planta baixa i dos pisos, coberta de teula amb aleró de fusta, murs de pedra amb façana principal al carrer dels dolors i altra, secundària, al carrer major.
Entrada amb espai de doble alçada, escales amb barana de fusta treballada com a zona per a guardar grà i útils. Als pisos superiors d'habitatge hi ha al primer, balcons volats posteriors, els superior original, les llindes de les obertures són de fusta i l'espai de l'entrada està ple de tines, d'èpoques diverses, per guardar el grà.